# Eisenbahnunfall von Kendal
Bei dem Eisenbahnunfall von Kendal entgleiste am 1. September 1957 bei Kendal, Jamaika, nach Bremsversagen ein überbesetzter Zug wegen überhöhter Geschwindigkeit. 179 Menschen starben.

## Ausgangssituation
Der Zug brachte an diesem Sonntag eine große Gruppe der Holy Name Society of St. Anne's, einer katholischen Vereinigung, zu einem Tagesausflug von Kingston nach Montego Bay. Der Zug bestand aus zwei Diesellokomotiven und 12 hölzernen Personenwagen, von denen jeder eine Kapazität für 80 Reisende hatte. Auf seinem Weg nach Montego Bay beförderte er mit 900 Reisenden noch eine zulässige Zahl. Bei der Rückfahrt allerdings hatten 1.600 Passagiere den Zug besetzt, darunter hunderte von Taschendieben und Hooligans, die es auf die Touristen im Zug abgesehen hatten.

## Unfallhergang
Gegen 23 Uhr 30, in der Nähe von Kendal, bei Manchester, verlor der Lokomotivführer die Kontrolle über den überladenen Zug: Die Bremsen versagten, der Zug gewann schnell an Geschwindigkeit und entgleiste drei Minuten später bei der Durchfahrt durch eine Kurve. Acht der zwölf Wagen wurden zerstört. Grund für das Bremsversagen war ein versperrter Absperrhahn der Bremsanlage.

## Folgen
179 Menschen starben, etwa 700 wurden verletzt. Dies war der schwerste Unfall im Personenverkehr in der Geschichte Jamaikas und wurde auch als der damals zweitschwerste Eisenbahnunfall weltweit dargestellt, was aber sicher schon damals nicht zutraf. Auf der Unfallstelle kam es in großem Umfang zur Plünderung der Toten.
Der leitende Untersuchungsbeamte von British Rail wurde für die Unfalluntersuchung um Amtshilfe gebeten. Sie ergab, dass die Absperrhähne sehr leichtgängig waren und zudem in Kurven die Möglichkeit bestand, dass die Kupplung gegen sie schlug, was dazu führen konnte, dass sie sich verstellten. Die Untersuchung ergab weiter eine Reihe von Defiziten bei der Jamaica Railway Corporation (JRC), insbesondere hinsichtlich der Unterhaltung der Fahrzeuge. Die JRC erhielt in der Folge 1960 eine größere Selbständigkeit.